# Сферно огледало
Сферно огледало је део углачане сферне површи са рефлексионим слојем. Сва огледала која нису равна, па тако и сферна огледала, могу бити конкавна (издубљена) и конвексна (испупчена). Конкавно сферно огледало има рефлексиони слој на унутрашњој страни сферне површине, а конвексно сферно огледало има рефлексиони слој на спољашњој страни сферне површине.
Конвексна огледала имају имагинарну жижу због тога што кроз ту жижу пролазе замишљени или нереални зраци, а код конкавних огледала жижа је реална и кроз њу пролазе реални зраци.

## Особине сферног огледала
Сферно огледало је део сферне површи, тј. део сфере или површине лопте. Сферно огледало одбија највећи део упадних зрака по Закону одбијања светлости (упадни угао је једнак одбојном углу, а упадни зрак, нормала и одбојни зрак леже у истој равни. 
Тачка у којој се сви одбијени зраци секу, назива се фокус или жижа, а њено растојање од огледала је жижна даљина. Карактеристичне тачке свих сферних огледала теме огледала, фокус, центар кривине и полупречник кривине.
Елементи сферног огледала су:
- центар кривине - центар сфере чији је огледало исечак
- полупречник кривине - полупречник сфере чији је огледало исечак
- теме огледала - највиша тачка на огледалу
- главна оса - замишљена линија која пролази кроз теме, фокус и центар огледала
- жижа или фокус - тачка на оптичкој оси кроз коју пролазе одбојни зраци
- жижна даљина - растојање између темена и жиже огледала које је бројно једнако половини полупречника кривине

## Једначина сферног огледала
Једначина огледала даје везу између жижне даљине и даљине лика и предмета. За сферно огледало, једначина огледала је:
{\displaystyle {\frac {1}{p}}+{\frac {1}{l}}={\frac {1}{f}}}
Реципрочна вредност жижне даљине једнака је збиру реципрочних вредности даљине предмета и даљине лика.

## Конструкција лика
Са предмета или светлосног извора на сферно огледало долазе упадни зраци из различитих праваца. Карактеристични зраци су зраци који се простиру увек на исти начин. За конструкцију лика користе се карактеристични зраци, односно зраци чији су правци после одбијања познати. Разликујемо четири различита карактеристична знака:
- зрак паралелан са главном оптичком осом огледала који након одбијања пролази кроз жижу
- зрак који пролази кроз центар кривине и враћа се након одбијања истим путем
- зрак који пролази кроз жижу и након одбијања је паралелан са главном оптичком осом
- зрак који пада у теме огледала и одбија се под истим углом

Зависно од положаја предмета у односу на огледало, лик може бити реалан или имагинаран, увећан или умањен, усправан или изврнут. За налажење лика довољно је користити само два зрака.

### Конструкција лика код конкавних сферних огледала
- Ако се предмет налази иза центра кривине, лик се ствара између фокуса и центра кривине.

Лик је реалан, обрнут и умањен.
- Ако се предмет налази у центру кривине, лик се ствара у центру кривине.

Лик је реалан, обрнут и исте величине као и предмет.
- Ако се предмет налази између фокуса и центра кривине, лик се формира иза центра кривине.

Лик је реалан, обрнут и увећан.
- Ако се предмет налази у фокусу, лик се формира у бесконачности.

- Ако се предмет налази између темена и фокуса, лик се формира иза огледала у пресеку продужетака одбијених зракова.

Лик је нереалан, усправан и увећан.

### Конструкција ликова код конвексних сферних огледала
Лик се формира иза огледала у пресеку продужетака одбијених зракова: продужетка одбојног зрака коме одговара упадни зрак који се од предмета до огледала простире паралелно са оптичком осом и продужетка одбојног зрака ком одговара упадни зрак који се од предмета до огледала простире као да долази из центра кривине огледала. Лик је нереалан, усправан и умањен.

## Увећање и умањење лика
Увећање и умањење лика се израчунава тако што се даљина лика подели са даљином предмета:
{\displaystyle u={\frac {l}{p}}} {\displaystyle ={\frac {L}{P}}}

## Примена
Сферна огледала се широко примењују. Неке од најважнијих и најраспрострањенијих примена сферних огледала су микроскоп, телескоп рефлектор, ретровизор, фарови.
У пракси се одбијени зраци заправо не секу у истој тачки, што код малих огледала не долази до изражаја, и за њих је ова апроксимација добра. Код већих огледала или код огледала са малом жижном даљином лик посматраног предмета неће бити јасан, па се сферно огледало замењује параболичним.